# Monochromateur
Un monochromateur est un dispositif utilisé en optique pour sélectionner une gamme la plus étroite possible de longueurs d'onde à partir d'un faisceau lumineux de gamme de longueurs d'onde plus large. Le nom monochromateur est issu du grec mono (seul) et chroma (couleur). Bien que le principe soit radicalement différent, la fonction est similaire à celle des filtres utilisés pour sélectionner une fréquence d'un signal électromagnétique dans un récepteur radio.

## Principes
Un dispositif permettant d'obtenir un faisceau lumineux monochromatique a de nombreuses applications en sciences, que ce soit en chimie, en physique ou en optique, car de nombreux phénomènes dépendent de la longueur d'onde de la lumière. Parmi les différents appareils utilisant des monochromateurs, on peut notamment citer les spectromètres utilisés pour des dosages ou de l'analyse chimique ou structurale. Pour produire une lumière monochromatique il est possible de réaliser une source monochromatique à la longueur d'onde souhaitée (laser par exemple) ou bien de filtrer une source polychromatique.

### Notion de dispersion

La dispersion de la lumière par un prisme.

Pour séparer les différentes longueurs d'onde d'un faisceau lumineux, un monochromateur peut utiliser soit le phénomène de dispersion de la lumière par un prisme (voir figure à droite), soit le phénomène de diffraction par un réseau ou par un cristal. Une fente de sortie permet de choisir la longueur d'onde voulue en fonction de sa position sur le spectre qui a été étalé par dispersion.
La dispersion ou la diffraction du faisceau lumineux n'est utilisable que si la lumière est collimatée, c’est-à-dire si tous les rayons lumineux sont parallèles (ou pratiquement parallèles). Dans la pratique, les faisceaux lumineux sont presque toujours divergents, et il est nécessaire d'utiliser un collimateur pour rendre les rayons parallèles. Généralement, les monochromateurs utilisent des collimateurs travaillant en réflexion (et non en transmission) pour ne pas introduire de dispersion parasite due à la lumière.

### Exemple

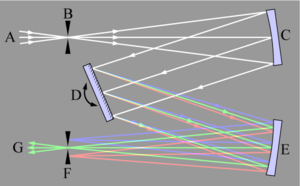
Un monochromateur de type Czerny-Turner.

La figure de droite montre le schéma de principe d'un monochromateur de type « Czerny-Turner ». Le faisceau lumineux polychromatique issu de la source (A) traverse une fente d'entrée (B). La fente est située au point focal d'un miroir incurvé (le collimateur (C), généralement un miroir sphérique), si bien que tous les rayons réfléchis par le miroir sont parallèles. La quantité d'énergie lumineuse disponible pour l'utilisation dépend d'une part de l'énergie du faisceau issu de la source lumineuse traversant la fente, et d'autre part de la « largeur » du faisceau divergent qui se réfléchit sur le miroir.
Le faisceau parallèle polychromatique est alors dispersé par le prisme ou diffracté par le réseau ou le cristal (D), puis est collecté par un autre miroir (E) qui le focalise sur la fente de sortie (F). Dans le cas du prisme ou du réseau, les différentes longueurs d'onde sont séparées au niveau de la fente de sortie (si le faisceau est dans le visible, les différents couleurs sont séparées), chacune arrivant à un point différent de la fente. Dans le cas d'un cristal, une seule longueur d'onde diffracte, suivant la valeur de l'angle incident (loi de Bragg).
Le faisceau lumineux issu de la fente (G) n'est donc plus constitué que d'une seule longueur d'onde (et d'une faible proportion des longueurs d'onde voisines). Une rotation de D (prisme, réseau ou cristal) entraîne un déplacement du faisceau au niveau du miroir E et de la fente de sortie F, ce qui permet de sélectionner la longueur d'onde désirée en la centrant sur la fente.

## Propriétés

### Caractéristiques
La dispersion du monochromateur est caractérisée par la largeur de la gamme de longueur d'onde en sortie par unité d'ouverture des fentes (par exemple, 1 nm pour 1 mm d'ouverture de fente). Ce facteur est constant pour un cristal ou un pas du réseau, mais il dépend de la longueur d'onde dans le cas d'un prisme. En conséquence, si l'utilisateur d'un monochromateur à prisme a besoin d'un faisceau dont la largeur en longueur d'onde est constante, l'ouverture des fentes doit être ajustée en fonction de la longueur d'onde.
Idéalement, la fonction de transfert d'un monochromateur a la forme d'une gaussienne, dont le sommet correspond à la longueur d'onde sélectionnée. L'intensité correspondant aux longueurs d'onde voisines décroît rapidement lorsque l'on s'éloigne du pic jusqu'à une valeur limite dite « cutoff », pour laquelle l'intensité cesse de décroître. L'intensité est alors typiquement de l'ordre d'un millième de l'intensité du pic (soit 0,1 %).
La bande passante d'un monochromateur est de l'ordre du nanomètre.

### Fabrication
La largeur de la gamme de longueurs d'onde du faisceau de sortie est caractérisée par la largeur à mi-hauteur de la gaussienne, notée FWHM (Full Width at Half Maximum). Elle dépend fortement de l'ouverture des fentes : il faut donc faire un compromis entre l'intensité du faisceau (fentes très ouvertes) et une largeur de bande faible (fentes très peu ouvertes). La largeur dépend également des propriétés du système permettant la dispersion de la lumière (indice de réfraction du prisme, pas du réseau, nature et orientation du cristal). Enfin, elle est directement liée à la distance focale du collimateur utilisé : plus la distance focale est grande, plus la gamme de longueurs d'onde est étroite. Malheureusement, plus la distance focale est grande, plus le collimateur recueille une faible fraction du faisceau divergent après la fente d'entrée, et plus l'intensité en sortie est faible. Les monochromateurs de très haute résolution peuvent avoir des collimateurs de distance focale voisine de 2 mètres. La fabrication de tels monochromateurs nécessite donc d'apporter une attention toute particulière à la stabilité thermique et à la stabilité mécanique.
Les systèmes optiques usuels ont généralement des problèmes d'aberrations optiques au foyer image du second collimateur (qui focalise le faisceau sur la fente de sortie). Pour corriger ce problème, les fentes sont parfois légèrement incurvées au lieu d'être droites.
Il est courant que deux monochromateurs soient connectés en série dans un système optique, de manière à sélectionner tous les deux la même longueur d'onde. Cet arrangement ne permet pas de rendre plus étroite la gamme de longueur d'onde du faisceau de sortie, mais de diminuer l'intensité des longueurs d'onde de part et d'autre du pic. La valeur de « cutoff » d'un double monochromateur pourra être de l'ordre du millionième de l'intensité du pic (le produit des deux cutoff des monochromateurs utilisés). Cette valeur est une donnée critique pour de nombreuses utilisations pour lesquelles l'absence de longueurs d'onde parasites est primordiale.